# Clan Lubrano-Ligato
Il clan Lubrano-Ligato è un sodalizio camorristico, operante nel territorio del comune di Pignataro Maggiore, nella provincia di Caserta. Attualmente, secondo le indagini, solo la fazione dei Ligato è ancora attiva all'interno del clan. 
Il pentito Abate, collaboratore di giustizia, ed il capoclan Ligato, a cavallo tra gli anni '70 e 90, commisero 477 omicidi, per ordine della Banda della Magliana, di Cosa nostra e del Clan Nuvoletta.

## Storia
Il clan è stato fondato nel 1965 da Vincenzo Lubrano. Lubrano, consuocero dell'allora potente boss di Marano di Napoli, Lorenzo Nuvoletta, ha sempre mantenuto stretti rapporti con i Nuvoletta e, attraverso di loro, ha iniziato a intrattenere rapporti con Cosa Nostra, in particolare con Totò Riina ed i Corleonesi. Gaetano Lubrano, fratello di Vincenzo, è stato un consigliere molto ascoltato dei fratelli Nuvoletta.
I rapporti tra la famiglia Lubrano e i Corleonesi erano così stretti che Riina partecipò da latitante al matrimonio di Gaetano Lubrano, in compagnia di altri mafiosi come Leoluca Bagarella e Giuseppe Calò.
Vincenzo Lubrano è stato descritto dai media come un potente e sanguinario boss, che insieme al boss di Cosa Nostra Giuseppe Calò, fu condannato all'ergastolo per l'omicidio di Franco Imposimato, avvenuto nel 1983. Oltre ai rapporti storici con i Nuvoletta, la famiglia Lubrano è stata anche molto vicina agli Orlando, e secondo le indagini, i figli di Gaetano Lubrano, Armando, Raffaele e Vincenzo, sarebbero i principali fiduciari del boss Antonio Orlando.
I Ligato, all'inizio un sottogruppo dei Lubrano, iniziarono a guadagnare spazio all'interno dell'organizzazione, dopo la caduta di gran parte dei vecchi capi. Il boss storico dei Ligato è stato Raffaele Ligato (1948 - 22 ottobre 2022). Dopo il suo arresto il clan fu comandato dai suoi due figli, Antonio Raffaele Ligato e Felicia Ligato. Infatti, gli inquirenti considerano la famiglia Ligato erede del clan storico Lubrano.

### Fatti storici
- Nel 2002, il clan dei Casalesi ha ucciso Raffaele Lubrano, figlio di Vincenzo. Secondo gli inquirenti, l'omicidio è stato deciso dalla fazione Schiavone per riaffermare la supremazia dei Casalesi.[10]
- Il 4 settembre 2007, all'ospedale di Caserta, è morto a 69 anni il capo del clan, Vincenzo Lubrano, dopo una lunga malattia e durante gli arresti domiciliari.[11]
- Il 16 luglio 2018, il GIP del Tribunale di Napoli ha condannato i fratelli Giuseppe e Gaetano Lubrano, figli di Vincenzo, per minacce e violenza privata nei confronti del giornalista Salvatore Minieri.[12]
- A cavallo fra gli anni '70 e '80, il pentito Abate ed il capoclan, commisero precisamente 477 omicidi, per ordine della Banda della Magliana e Cosa Nostra.
- Il braccio destro dei Ligato, Fabio De Gennaro, nell'anno 2019 fu protagonista di una protesta nel carcere di Secondigliano, accoltellando un agente della Polizia Penitenziaria. È stato, secondo i collaboratori, uno dei più sanguinosi killer della batteria Lubrano-Ligato sin dagli anni 2000.
- Il 27 maggio 2020, i Carabinieri del Nucleo Investigativo di Caserta hanno eseguito un’ordinanza di custodia cautelare, a carico di Francesco “Cicciariello” Schiavone del clan dei Casalesi per essere il mandante dell'omicidio di Raffaele Lubrano, figlio di Vincenzo, avvenuto nel 2002.[13]
- Il 18 maggio 2021, i Carabinieri del Nucleo Investigativo di Caserta hanno eseguito un’ordinanza di custodia cautelare, emessa dal Tribunale del Riesame di Napoli, a carico di altre 4 persone del clan dei Casalesi per l'omicidio di Raffaele Lubrano, figlio di Vincenzo, avvenuto nel 2002.[14]

## Fatti recenti
Secondo gli ultimi rapporti della Direzione Investigativa Antimafia, il clan Ligato, attraverso le nuove generazioni ha saputo ricostituire una stabile struttura organizzativa, con suddivisione dei ruoli, allo scopo di monopolizzare il mercato delle sostanze stupefacenti a Pignataro Maggiore.
Il 22 ottobre 2022 è morto lo storico boss del clan Ligato, Raffaele Ligato, all'età di 74 anni. Ligato era detenuto in regime di 41 bis al Carcere di Opera, dove stava scontando l'ergastolo.